# Filip de Side
Filip de Side (en llatí Philippus, en grec Φίλιππος Σιδίτης, o Σιδέτης, o ὁ ἀπὸ Σίδης) va ser un escriptor grec cristià de la primera meitat del segle v. Probablement nascut al final del segle anterior a Side a Pamfília. Era deixeble de Rodó, cap de l'escola catequètica alexandrina, que quan va morir Dídim, va traslladar-la a Side. Era parent de Troile el retòric que va ser tutor de Sòcrates Escolàstic l'historiador eclesiàstic. Aquest Troile era tant eminent, que Filip considerava objecte d'alegria el seu parentiu.
Va entrar en religió i ordenat diaca i va tenir contactes amb Joan Crisòstom. Es menciona a Filip de vegades com a sincel·le que vol dir assistent eclesiàstic, cosa que fa probable que fos assistent a l'església de Constantinoble. Va reunir una gran biblioteca i es va dedicar a la recerca literària. Va escriure en el que s'anomenava "estil asiàtic", més aviat difús i florit, i va publicar moltes obres però no se sap en quin moment de la seva vida.
Es diu que va escriure la seva Historia Eclesiàstica (Historia Christiana) quan no va obtenir el patriarcat al que aspirava, i probablement va escriure l'obra després del 425, quan va morir Àtic, l'antic patriarca, i com a prevere va ser proposat juntament amb Procle com a candidat per cobrir la vacant, càrrec pel que finalment va ser elegit un altre prevere (d'Elea) de nom Sisini. Mort aquest el 428 va tornar a ser candidat però l'emperador no ho va considerar i es va escollir Nestori d'Antioquia, deposat després al concili d'Efes el 431, quan altre cop Filip va tornar a ser candidat i altre cop no va sortir escollit. Com que no apareix a la següent elecció el 334, on va ser escollit Procle, se suposa que havia mort, o potser va passar que l'emperador va escollir molt ràpidament a Procle, i no hi va haver temps de proposar candidats alternatius.
Va escriure: 
- 1. Multa volumina contra Imperatorem Julianum Apostam. No queda clar pel títol si Filip va escriure moltes obres contra Julià, o bé una obra en moltes parts, cosa potser més probable.
- 2. Ιστορία Χριστιανική, Historia Christiana en 36 llibres, cadascun dels quals estava dividit en vint-i-quatre seccions, una obra molt feixuga de llegir, d'un estil ni polit ni agradable, que volia demostrar més els coneixements de l'autor que no pas donar informació als lectors. Començava amb la creació del món i acabava amb l'elecció de Sisini com a patriarca. Parlava de tota mena de matèries, rellevants i irrellevants: qüestions de geometria, astronomia, aritmètica i música, descripcions d'illes i muntanyes, d'arbres i plantes, que la convertien en una obra quasi il·legible. A més no feia cap divisió cronològica.[1]